# LaSalle (Metro de Chicago)
LaSalle es una estación en la línea Azul del Metro de Chicago. La estación se encuentra localizada en 150 West Congress Parkway en Chicago, Illinois. La estación LaSalle fue inaugurada el 25 de febrero de 1951.  La Autoridad de Tránsito de Chicago es la encargada por el mantenimiento y administración de la estación. Es la estación más cercana a la estación Calle LaSalle.

## Descripción
La estación LaSalle cuenta con 1 plataforma central y 2 vías. 

## Conexiones
La estación es abastecida por las siguientes conexiones: 
- Rutas del CTA Buses: #1 Indiana/Hyde Park #7 Harrison #22 Clark #24 Wentworth #36 Broadway #126 Jackson #129 West Loop/South Loop #130 Museum Campus (verano) #132 Goose Island Express #145 Wilson/Michigan Express #151 Sheridan